# Каспийская военная флотилия
Каспийская военная флотилия — военно-морское формирование (объединение, морская флотилия) вооружённых сил Российской империи и СССР.

## История

### Древнерусский, Царский и Имперский период России
Русские купцы и мореходы издавна знакомы были с Хвалынским (Хвалисским) морем, и совершали по нему торговые поездки в Персию и Ширван. Первый морской поход на Каспийское море датируется 880 годом. Арабские летописные источники упоминают о нападении русских кораблей на побережье Табаристана и город Абесгун (Ашур-Ада). В том походе русы были разбиты местным правителем Хасаном. Следующий, после этого неудачного, поход был предпринят только через 29 лет в 909 году. Тогда участникам похода удалось овладеть городами Абесгун и Макале (Миан-Кале), находившиеся в Астрабадском заливе. Походы к богатому побережью Каспия многократно продолжались в X веке. Согласно сведениям арабского историка Ибн Мискавейха, ещё в 943 году древние русы совершили через Каспий опустошительный поход на богатый торговый город Бердаа (Партав) в Кавказской Албании (совр. Азербайджан).
В 1466 году по Каспийскому морю совершил путешествие русский купец Афанасий Никитин, сопровождавший посольство подьячего Василия Папина к правителю государства Ак-Коюнлу Узун-Хасану, покорившему земли современного Азербайджана.
Русское государство получило возможность создать на Каспии собственную плавную рать после ликвидации в 1556 году Астраханского ханства, но Смутное время начала XVII века затормозило этот процесс.
Такая возможность представилась только в 1634 году, когда ко двору царя Михаила Федоровича прибыло посольство от голштинского герцога Фридриха III с просьбой о разрешении для его подданных проезжать через территорию Русского царства в Персию по торговым делам. Об этом сообщает немецкий путешественник А. Олеарий в своей книге «Описание путешествия в Московию».
Посольство также должно было договориться с русскими властями о постройке на Волге десяти кораблей. Русское правительство благосклонно отнеслось к этой просьбе, рассчитывая перенять у голштинских мастеров саму технологию постройки больших кораблей.
В конце 1634 года из Москвы в Нижний Новгород отправились шесть голштинских специалистов-корабелов, и к июню 1636 года первый корабль, названный в честь герцога Фридриха III «Фредериком», был спущен на воду.
В марте 1636 года в Москву прибыло новое голштинское посольство, которое наняло в России команду для «Фредерика» из местных иностранцев и русских. 27 октября посольство отправилось из Москвы в Персию. По данным А. Олеария, всего на «Фредерике» в Персию плыло 126 человек.
12 ноября 1636 года, когда «Фредерик» был уже недалеко от Дербента, он попал в мощный шторм, получив серьёзные повреждения, и сел на мель. В результате от достройки остальных 9 кораблей голштинцы отказались; русские власти также потеряли к ним интерес.
В 1669 году во время царствования Алексея Михайловича возникла необходимость защиты торгового Волжского пути в связи с расширением торговых отношений России и Персии. C помощью голландских корабельных мастеров в селе Дединово Коломенского уезда был заложен первый российский военный трёхмачтовый корабль — 20-пушечный «Орёл», яхта, бот и две шлюпки. Построенные суда были спущены на воду и прибыли в Астрахань, но в 1670 году во время восстания под предводительством Степана Разина эти корабли были захвачены и сожжены.
В начале XVIII века Пётр I ставит перед собой цель — завоевать побережье Каспийского моря, но на его пути стояла Персия, достаточно мощное в то время государство. Поэтому в 1704 году в Казани было основано адмиралтейство и начато строительство 200 речных лодок и 45 ластовых судов — небольших деревянных судов, предназначавшихся для обслуживания военных портов.
18 июля 1722 года десант, которым командовал сам Пётр I, вышел из Астрахани в Каспийское море. В ходе Персидского похода в августе 1722 года русские войска заняли город Дербент. А уже 4 ноября 1722 года указом Петра I был основан военный порт в Астрахани и образована регулярная военная флотилия.
После смерти Петра Великого завоевания русских на Каспии были утрачены: в связи с обострением русско-турецких отношений российское правительство, заинтересованное в союзе с Персией, по Рештскому договору (1732) и Гянджинскому трактату (1735) возвратило все прикаспийские области Персии.
В 1781 году капитан 2-го ранга граф М. Войнович формирует в Астрахани отряд из трёх 20-пушечных фрегатов, бомбардирского судна и двух ботов, который перебазировался в Астрабадский залив на юго-востоке Каспия. Здесь создается русская колония, откуда корабли осуществляли перевозки, охраняли торговые суда, вели исследования побережья. В 1813 году, с заключением Гюлистанского мирного договора, Россия приобрела монопольное право на содержание в Каспийском море военного флота.
В 1812 — 1818 годах на верфи Казанского адмиралтейства для флотилии строится серия 16-пушечных 3-мачтовых корветов, на одном из которых — «Казань» — капитан Н. Н. Муравьев совершил в 1819-1821 годах исследовательскую экспедицию к туркменским берегам.
В связи с утверждением России на Кавказе и усилением британского проникновения в Среднюю Азию, с 1854 года начинается планомерная работа по исследованию берегов Каспийского моря, в результате которого в начале 1860-х годов составляется Атлас Каспийского моря. Одновременно с этим, с целью обеспечения безопасности плавания военных и торговых судов, проводится реконструкция маяков на Апшеронском полуострове и Бакинского порта. В 1867 году основные силы Каспийской флотилии окончательно перебазировались из Астрахани в Баку.
Продолжается строительство военных кораблей для Каспийской флотилии. Всего в течение XIX века для неё были построены четыре 16-пушечных корвета, 3 бомбардирских судна, вооруженные каждое 16 орудиями, 22 вооруженных парохода, 18 бригов, имевших по 8 — 12 орудий, 13 шхун, из которых 10 имели по 4 — 6 орудий, 4 люгера (8 орудий), два тендера (6 — 8 орудий), 26 транспортов (некоторые из них имели на вооружении от 2 до 10 орудий) и другие более мелкие суда.
В конце XIX века на Каспии началась промышленная добыча нефти. Именно тогда Каспийское море привлекло к себе внимание крупнейших держав мира. К этому времени (с 1867 г.) главной базой Каспийской флотилии стал город Баку. Уже в 1880-1885 годах на Каспии появляются первые танкеры — «Зороастр», «Норденшельд», «Будда». К 1 сентября 1899 года здесь курсировали 345 наливных судов (133 паровых и 212 парусных). Наличие мощного наливного флота в Бакинском нефтепромышленном районе значительно облегчало экспорт нефтепродуктов на российские и мировые рынки.
В начале XX века Каспийская военная флотилия состояла из двух канонерских лодок, 4 пароходов, двух баркасов, парусной морской баржи и трёх плавучих маяков, однако все они устарели и требовали замены. С этом целью на Новоадмиралтейском заводе в 1910 году были построены две однотипные примерно 700-тонные канонерские лодки — «Карс» и «Ардаган», — каждая из которых была вооружена двумя 120-мм и четырьмя 75-мм орудиями системы Канэ.
Основными задачами флотилии были охрана торговых и рыбных промыслов на Каспии, а также отстаивание русских торгово-промышленных интересов в Иране. 
Поскольку флотилия некоторое время входила в состав Черноморского флота (командующий Черноморским флотом занимал должность Главного командира флота и портов Чёрного и Каспийского морей), нижние чины носили знак отличия георгиевскую ленту, на бескозырках, так как за Севастопольскую оборону 29-му — 45-му флотским экипажам пожалованы, в 1856 году, Георгиевские знамённые флаги с надписью «за оборону Севастополя, с 13 сент. 1854 г. по 27 авг. 1855 г.».
На январь 1917 года основной силой флотилии были 2 канонерские лодки, 2 посыльных судна, несколько вооружённых пароходов и катеров, также в её составе находилась школа морской авиации. Главная база флотилии — Баку. После Октябрьской революции 1917 года основная масса личного состава перешла на сторону большевиков, перейдя в подчинение Бакинского Совета, а затем Бакинской коммуны. В марте 1918 года корабли и моряки флотилии участвовали в кровавых столкновениях в Баку (в советские время именовались «контрреволюционным мятежом»), позднее в боевых действиях под Петровском, Ленкоранью и Дербентом. После падения Бакинской коммуны часть кораблей ушла из Баку в Астрахань, часть перешла на сторону новых властей («Центрокаспий», а затем АДР).

### Советский период России
В период Гражданской войны, с апреля 1918 года флотилия существовала в виде Военного флота Астраханского края, который в октябре 1918 года был преобразован в Астрахано-Каспийскую флотилию, в июле 1919 — в Волжско-Каспийскую военную флотилию. Корабли и личный состав вели активные боевые действия на Каспийском море и на впадающих в него реках.
С июля 1920 года, после объединения с «Красным флотом Советского Азербайджана», флотилия существовала под наименованием Морские силы Каспийского моря. 27 июня 1931 года реорганизована в Каспийскую военную флотилию.
В советское время, особенно в 30-е годы, произведено масштабное обновление корабельного состава флотилии и развернулось строительство её береговой инфраструктуры. Большой урон в деле боевой подготовки флотилии принесли массовые репрессии в РККА в 1937—1938 годах, когда было арестовано практически всё руководство флотилии и значительная масса её командно-начальствующего состава.

### Боевые действия в Великой Отечественной войне
К 22 июня 1941 года в составе флотилии находились 5 канонерских лодок, 2 торпедных катера, несколько вспомогательных судов, отдельная береговая артиллерийская батарея, отдельная эскадрилья (13 самолётов), береговые части.
С началом Великой Отечественной войны флотилия приняла от морских частей пограничных войск в полном составе 1-й Каспийский отряд пограничных судов: 2 корабля, 8 катеров, 25 единиц прочих плавсредств. По другим данным, от пограничников были приняты и включены в состав флотилии 4 сторожевых корабля, 4 других корабля, 7 катеров. Максимальная численность флотилии была достигнута в 1943 году — 175 кораблей
Сразу после начала войны Каспийская военная флотилия поступила в оперативное подчинение командующего Закавказским военным округом. Она обеспечивала морские перевозки военных и гражданских грузов. Уже в июле 1941 года корабли флотилии переправили из Красноводска в Баку танковую дивизию. Во время Иранской операции в августе 1941 года кораблями доставлены и высажены части 44-й армии в порты Пехлеви, Бендер-Шах, Ноушехр и в район порта Астара (до боевых действий ни в одном случае дело не дошло). Кроме того, корабли флотилии прикрывали приморский фланг наступавших войск и поддерживали артиллерийским огнём наступающие по побережью со стороны Ленкорани части горно-стрелковой дивизии.
Активные боевые действия для моряков Каспийской флотилии начались с началом битвы за Кавказ. Уже с июля 1942 года резко увеличилось количество ударов немецкой авиации по кораблям, базам и приморским городам на Каспии. В ответ советское командование существенно усилило ПВО Астрахани и создало второй нефтеперевалочный порт в Гурьеве. 11 августа 1942 года флотилия была включена в состав действующих сил ВМФ.
Её корабли сопровождали транспорты с нефтью и военными грузами, производили боевое траление на подходах к Астрахани, в августе — сентябре перебросили из Астрахани и Красноводска на западное побережье моря большое количество войск (10-й гвардейский и 11-й гвардейский стрелковые корпуса, 4-й кавалерийский корпус, дивизию НКВД, бригаду морской пехоты), которые сыграли важную роль в наступлении Северной группы войск Закавказского фронта. Всего за 1941—1942 года кораблями Каспийской флотилии перевезено 804 тыс. человек, 956 танков, 5427 орудий, 6730 автомашин, свыше 39 тысяч лошадей, огромное количество грузов. За это же время из западных портов Каспия в Красноводск эвакуировано до 60 000 раненых и свыше 100 тысяч человек гражданского населения.
С минимальными потерями обеспечивались перевозки нефтепродуктов из Баку как в зону боёв, так и вглубь страны, доставлено свыше 1,5 миллиона тонн нефтепродуктов. Более того, в апреле-июле 1942 года аварийно-спасательный отряд флотилии по приказу Государственного комитета обороны СССР в кратчайшие сроки построил подводный нефтепровод для доставки нефтепродуктов в Астрахань.
Всю вторую половину 1942 года велась активная борьба с германской авиацией: отбито 216 атак самолётов, сбито 6 и повреждено 4 самолётов. Потери от авиаударов составили 32 транспортных судна и баржи.
В 1943 году авиация противника появлялась над Каспием уже в меньших количествах: с февраля по август зафиксировано 440 появлений немецкой авиации, из них только 74 на бомбовые удары (при этом 1 самолёт сбит и 3 повреждены), но зато почти 200 — на минные постановки. Пришлось активизировать боевое траление. В 1943 году силами флотилии уничтожена 751 мина. В 1942—1943 годах от мин на Каспии и на нижней Волге погибло около 300 плавсредств, из которых аварийно-спасательная служба флотилии в тот же период подняла 37 плавсредств, а со многих других подняла на поверхность их грузы. С уходом линии фронта на запад с конца августа 1943 года немецкая авиация над Каспийским морем не появлялась. Перевозки войск и нефтепродуктов на Каспийском море в 1943 году только увеличились.
За годы войны потери флотилии составили: 3 корабля потоплены авиацией и 2 подорвались на минах, сбит 1 самолёт. Безвозвратные потери личного состава флотилии составили 310 человек (94 погибли и умерли от ран, остальные — небоевые потери).
За годы войны личный состав флотилии отремонтировал, достроил и укомплектовал экипажами свыше 250 катеров и других кораблей и судов, переданных на Черноморский и Северный флоты и в другие флотилии.

## Состав в годы Великой Отечественной войны
К началу войны флотилия имела в своем составе:
- 5 канонерских лодок;
- сторожевой и 3 торпедных катера;
- отдельную береговую артиллерийскую батарею;
- 12 самолётов;
- радиорота ВНОС;
- ряд отдельных береговых подразделений.

В последующем флотилия пополнялась (в 1943 году в ней насчитывалось 175 кораблей).

## В составе ВМФ СССР в послевоенные годы
В 1946—1950-х годах производилось послевоенное сокращение корабельного состава флотилии. С 1950-х годов началось поступление новых кораблей, в том числе на КаспВФ поступили 8 сторожевых кораблей, 4 десантных корабля, 4 торпедных катера, 23 базовых и рейдовых тральщика, 3 катера на воздушной подушке.
15 января 1990 года с ближайшего холма («Баиловская шишка») сошёл оползень на ряд зданий главной базы Каспийской флотилии в Баку. В помещениях узла связи и столовой были заживо погребены 22 моряка, ещё 8 моряков удалось откопать из-под обломков зданий живыми.
В 1984—1992 годах флотилия была придан в оперативное подчинение Главного командования войск Южного направления.

## Постсоветский период
В период распада СССР часть флота Каспийской военной флотилии в спешном порядке переправили из Баку в Астрахань (часть сил в Махачкалу), тем самым лишив властей Азербайджана возможности завладеть кораблями и вооружением флотилии, а также подальше отдалившись от потенциальных вооружённых формирований. В Баку было оставлено береговое хозяйство флотилии. А летом 1992 года произошёл раздел флотилии путём переговоров между прикаспийскими государствами. Туркменистан и Казахстан отказались от своих частей, таким образом 75 % кораблей, судов и имущества отошли к Российской Федерации и соответственно 25 % — к Азербайджану. В Российской Федерации на базе Каспийской военной флотилии была образованная Каспийская флотилия ВМФ России, а в Азербайджане остатки флотилии вошли в военно-морские силы Азербайджана. 

## Командный состав
Командующие:
- Чепкаленко Н. А. (ноябрь 1917 — июль 1918);
- А. К. Векман (июнь — октябрь 1920, 22 апреля 1926 — 23 августа 1927);
- Панцержанский Э. С. (ноябрь — дек. 1920, врид);
- С. А. Хвицкий (28 декабря 1920 — 25 ноября 1921)[16][17];
- Лудри И. М. (25 ноября 1921 — 16 июля 1923);
- Михайлов П. П. (16 июля 1923 — 24 апреля 1926)[18][19];
- Г. П. Галкин (23 августа 1927 — декабрь 1930);
- Ф. С. Аверичкин (январь 1931 — январь 1932);
- Г. И. Левченко (январь 1932 — март 1933);
- Г. П. Киреев (март 1933 — октябрь 1933);
- флагман 2-го ранга (с 1935) Д. П. Исаков (21 октября 1933 — 20 июня 1938), в июне 1938 года арестован, в 1942 приговорён к 5 годам ИТЛ, впоследствии реабилитирован[20];
- капитан 2-го ранга В. И. Сумин (июнь — июль 1938, врид);
- капитан 1-го ранга А. Г. Головко (22 июля 1938 — 20 августа 1939);
- капитан 1-го ранга, с 1940 контр-адмирал Ф. С. Седельников (июль 1939 — 10 сентября 1944);
- контр-адмирал Ф. В. Зозуля (15 сентября 1944 — 28 января 1946);
- контр-адмирал Н. О. Абрамов (28 января — 18 февраля 1946);
- адмирал С. Г. Кучеров (18 февраля 1946 — 15 ноября 1948);
- контр-адмирал Г. Г. Олейник (15 ноября 1948 — 2 февраля 1951, 26 августа 1955 — 20 декабря 1956, 30 июня 1960 — 6 апреля 1967);
- вице-адмирал Г. Н. Холостяков (2 февраля — 3 декабря 1951);
- контр-адмирал А. В. Кузьмин (3 декабря 1951 — 22 ноября 1954, декабрь 1956 — июнь 1960);
- контр-адмирал, с августа 1955 вице-адмирал С. Е. Чурсин (22 ноября 1954 — 26 августа 1955);
- вице-адмирал Г. К. Чернобай (6 апреля 1967 — 15 февраля 1971);
- контр-адмирал Я. М. Куделькин (15 февраля 1971 — 28 ноября 1973);
- контр-адмирал Л. Д. Рябцев (28 ноября 1973 — 27 июля 1977);
- вице-адмирал Г. Г. Касумбеков (27 июля 1977 — 9 июля 1984);
- контр-адмирал В. В. Толкачёв (9 июля 1984 — апрель 1987);
- вице-адмирал В. Е. Ляшенко (апрель 1987 — март 1991);
- контр-адмирал Б. М. Зинин (март 1991 — май 1992)[21].

Члены Военного совета:
- А. Р. Кузьминский (апрель — июль 1918);
- В. И. Дешевой (1919);
- Ф. С. Аверичкин (июль 1920 — июнь 1921);
- И. М. Лудри (1921—1922);
- В. И. Зоф (1922);
- Г. И. Силин (1922);
- А. Я. Анскин (1923);
- Б. Э. Зарин (1923—1926);
- В. И. Мацкевич (1926—1927);
- К. А. Югансон (сентябрь 1927 — ноябрь 1930);
- Д. А. Сараев (1930—1932);
- дивизионный комиссар А. А. Булышкин (1934 — май 1937);
- бригадный комиссар Ф. И. Гаврилов (май 1937 — 1939);
- бригадный комиссар Г. Ф. Зайцев (август 1939 — июнь 1941);
- полковой комиссар Н. Г. Панченко (июнь 1941 — 5 июля 1942);
- корпусной комиссар, с декабря 1942 года контр-адмирал С. П. Игнатьев (5 июля 1942 — 17 января 1947);
- капитан 1 ранга П. Г. Бондаренко (1947—1950);
- контр-адмирал С. Д. Бережной (август 1950 — ноябрь 1952);
- контр-адмирал П. А. Быков (декабрь 1952 — июнь 1956);
- контр-адмирал В. И.  Обидин (июль 1956 — июль 1962);
- контр-адмирал В. Д. Пильщиков (июль 1962 — 1966);
- контр-адмирал П. Д. Бурлаченко (23 сентября 1966 — 13 июня 1973);
- контр-адмирал В. Н. Сергеев (8 июня 1973 — 2 января 1981);
- контр-адмирал В. П. Некрасов В. П. (2 января 1981 — 29 июля 1983);
- контр-адмирал В. Г. Калинин (29 июля 1983 — 1989).

Начальники штаба:
- капитан 1-го ранга И. И. Алексеев (22 июня 1941 — 29 апреля 1942);
- капитан 1-го ранга В. А. Фокин (29 апреля 1942 — 20 марта 1944);
- капитан 2-го ранга Н. И. Чирков (20 марта — 20 мая 1944);
- капитан 1-го ранга Г. И. Брахтман (20 мая 1944 — 9 мая 1945).

## Награды
- 27 апреля 1945 года —  Орден Красного Знамени — награждена указом Президиума Верховного Совета СССР от 27 апреля 1945 года за боевые заслуги перед Родиной в период гражданской войны и в борьбе с немецко-фашистскими захватчиками в годы Великой Отечественной войны, в связи с 25-летним юбилеем.

Сотни её воинов награждены орденами и медалями, 8 бывшим воинам КВФ за подвиги в составе других флотов и флотилий присвоено звание Героя Советского Союза.